# Andrij Melnyk
Andrij Melnyk (ukrainska:Андрій Мéльник) född 12 december 1890 i Vola Jakubova, Galizien, Österrike-Ungern, död 1 november 1964 i Clervaux, Luxemburg, var en ukrainsk militär och nationalist. 1916 togs till fånga av ryssarna, 1919 en av befälhavarna för den ukrainska armén, 1922 fängslad av de polska myndigheterna. Han var ledare för Organisationen för ukrainska nationalisters Melnykfraktion.
Melnyk satt i koncentrationslägret Sachsenhausen, i en speciell barack, kallad Zellenbau, för högt uppsatta politiska fångar. Här satt han bland andra tillsammans med förbundskansleren i Österrike, Kurt von Schuschnigg, och premiärministern i Frankrike Édouard Daladier, befälhavaren för Polens armé Stefan Rowecki och de ukrainska nationalistledarna Stepan Bandera och Jaroslav Stetsko.
Melnyk levde i exil i Västtyskland, Kanada och Luxemburg efter andra världskriget.